# ریچارد اپلبی
ریچارد اپلبی (انگلیسی: Richard Appleby؛ زادهٔ ۱۸ سپتامبر ۱۹۷۵) بازیکن فوتبال اهل بریتانیا است.
از باشگاه‌هایی که در آن بازی کرده‌است می‌توان به باشگاه فوتبال دارلینگتون، باشگاه فوتبال هال سیتی، باشگاه فوتبال سوانزی سیتی، باشگاه فوتبال کیدرمینستر هاریرس، باشگاه فوتبال ایپسویچ تاون، باشگاه فوتبال نیوکاسل یونایتد، و باشگاه فوتبال فارست گرین راورز اشاره کرد.
وی همچنین در تیم ملی فوتبال زیر ۱۸ سال انگلستان بازی کرده‌است.